# 提前授衔计划
提前授衔计划（英語：Early Commissioning Program，简称）始于1966年，为美国陆军预备军官训练团（ROTC）的一部分。与一般军官课程四年的少尉养成周期不同，该计划为期两年，起初是针对越南战场对陆军军官的大量需求而创立的加速课程。参与提前授衔计划的学员可以在两年制军校直接学习军事科学高年级课程，毕业时授予副学士学位和少尉军衔。目前全美仅有马里昂军事学院、佐治亚军事学院、新墨西哥军校、弗吉谷军校四所军校设有相关课程。越战时期，学员毕业后可直接进入现役部队。战后，军方对提前授衔计划进行改制，新晋少尉只能在预备役或国民警卫队服役，若想进入现役部队需在毕业后三年内拿到学士学位和正常授衔资质（General Commission）。拿到学士学位的同时会被晋升为中尉。

## 简介
提前授衔计划始于1966年，在此之前，通过陆军预备军官训练课程成为少尉必须经过四年的培训周期并获得本科学位。然而，为了改善越南战争中陆军军官数量捉襟见肘的不利趋势，美国国会立法特许两年制军事学院完成高年级军事课程的毕业学员成为少尉并直接进入现役部队服役，此为提前授衔计划的开端。到了越战结束之后，社会上仍然蔓延着非常浓厚的反战思潮，民众的反战情绪波及到了陆军对军官的招募上，包括对预备役军官的招募。于是在1978年，军方针对提前授衔计划进行了改动。为了填补预备役部队中的军官缺额，陆军扩大了提前委任项目的规模，四年制军校和一般大学预备军官课程也被囊括在内。在校学员只要完成高年级军事课程，即便尚未获得学士学位也可以通过提前授衔计划成为少尉。
在接下来的1980年代，提前授衔计划在陆军军官的招募方面扮演了非常重要的角色。在某些年份中，通过提前授衔计划成为少尉的人数比例一度占据整个预备军官训练团的60%。提前授衔计划最吸引人的一点在于学员可以在两年内成为军官，而且作为军官积累晋升年限的同时还可以继续完成本科学位。在1984年的毕业季，进入加州国民警卫队的新晋少尉之中高达96%的比例以提前授衔计划为途径。此外，预备役部队也有类似的例子。1991年，随着陆军的裁军，提前授衔计划的黄金时代也随之结束。由于军制改革带来的对军官需求的降低，陆军高层向国会提议裁撤提前授衔计划，国会批准裁撤一般大学的提前授衔计划，但否决了军方在两年制军校中裁撤提前授衔计划的要求，并立法在六所军事初级学院中予以保留。
随着坎帕军校和温特沃斯军校因为财政原因先后于2002年和2017年宣布关闭，目前全美仅有马里昂军事学院、佐治亚军事学院、新墨西哥军校、弗吉谷军校四所军校设有提前授衔计划。
提前授衔计划与一般的预备军官训练课程相比有几个不同点。首先，提前授衔计划的门槛相对较高。学员被录取前需前往诺克斯堡（Fort Knox）通过为期一个月的基础训练（Basic Camp），如果学员之前有服役经历可以免去基础训练。入学后，提前授衔计划学员必须在一年内与陆军签约，否则将被项目裁退，而一般预备军官训练项目则通常有两年的选择期。提前授衔少尉（ECP Lieutenant）须在24个月以内完成本科学位，如未能在期限内获得学位可酌情给予一年的延期，如延期后仍未完成将被裁退。拿到本科学位的提前授衔少尉将会晋升为中尉，相比之下，一般军官培训课程毕业、持有本科文凭的军官只能被授予少尉军衔。

## 著名军事人物

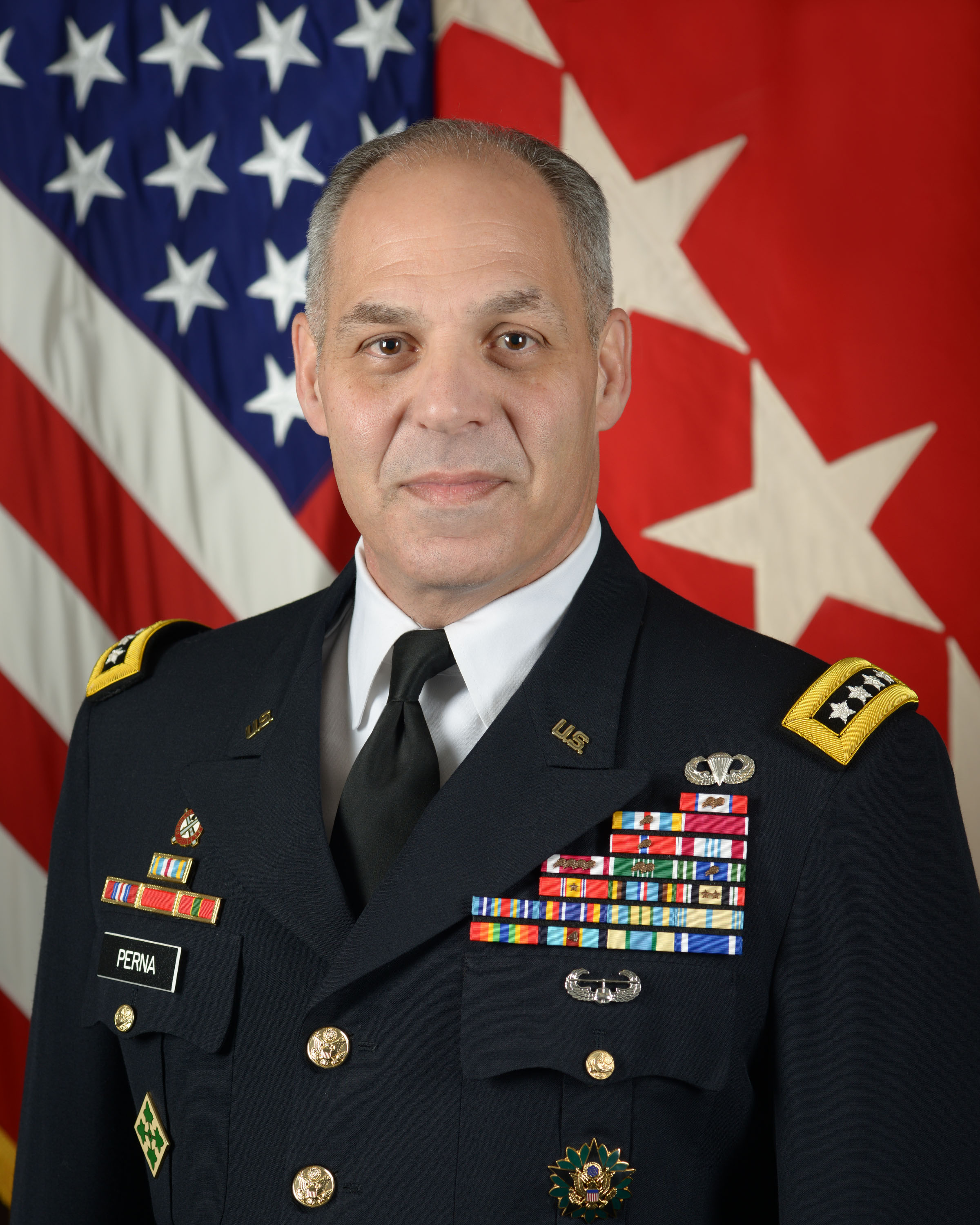
古斯塔夫·F·珀纳上将是目前该计划出身者中获得军衔最高之人

- 古斯塔夫·F·珀纳（英语：Gustave F. Perna），美国陆军上将，弗吉谷军校（英语：Valley Forge Military Academy and College）1979届校友，现任美国陆军装备指挥部司令官（英语：United States Army Materiel Command）。
- 小哈里·E·米勒，美国陆军少将，弗吉谷军校1980届校友，国防情报办事处助理[7]。
- 克拉克·勒马斯特，美国陆军少将，马里昂军事学院1982届校友，坦克和自动化装备生命周期管理司令部司令官。
- 马修·P·比弗斯，美国陆军少将，新墨西哥军校（英语：New Mexico Military Institute）1983届校友，加利福尼亚国民警卫队副司令官[8]。
- 苏珊·A·戴维森，美国陆军少将，新墨西哥军校1983届校友，第8战场支援指挥部司令官[9]。
- 强尼·R·米勒（英语：Johnny R. Miller），美国陆军少将，温特沃斯军校（英语：Wentworth Military Academy and College）1984届校友，前伊利诺伊陆军国民警卫队副司令官。
- 凯文·R·温德尔（英语：Kevin R. Wendel），美国陆军少将，弗吉谷军校（英语：Valley Forge Military Academy and College）1987届校友，驻阿美军联合安全转型指挥部司令官。
- 丹尼斯·E·罗杰斯，美国陆军准将，坎帕军校（英语：Kemper Military School）1978届校友，前美国陆军基地管理指挥部司令官（英语：United States Army Installation Management Command）[10]。
- 弗朗西斯·S·劳达诺三世，美国陆军准将，佐治亚军事学院1980届校友，164防空炮旅旅长[11]。
- 朱里奥·R·巴内兹，美国陆军准将，新墨西哥军校1981届校友，阿拉斯加陆军国民警卫队副司令官[12]。
- 小雷蒙德·F·谢尔德斯，美国陆军少将，马里昂军事学院1983届校友，纽约陆军国民警卫队司令官[13]。
- 约翰·F·金，美国陆军准将，佐治亚军事学院1985届校友，陆军国民警卫队副司令官[14]。
- 罗伯特·本内特，美国陆军准将，马里昂军事学院1985届校友，陆军学员司令部副司令官。
- 斯科特·埃夫兰德，美国陆军准将，马里昂军事学院1985届校友，陆军第1步兵师副师长。
- 威廉·A·霍尔，美国陆军准将，新墨西哥军校1987届校友，欧洲盟军工作组负责人[15]。
- 等